# Virus de la grippe A (H6N2)
Espèce
Classification phylogénétique
- Espèce : virus de la grippe A
  - sous-type H1N1
  - sous-type H1N2
  - sous-type H2N2
  - sous-type H2N3
  - sous-type H3N1
  - sous-type H3N2
  - sous-type H3N8
  - sous-type H5N1
  - sous-type H5N2
  - sous-type H5N3
  - sous-type H5N6
  - sous-type H5N8
  - sous-type H5N9
  - sous-type H6N1
  - sous-type H6N2
  - sous-type H7N1
  - sous-type H7N2
  - sous-type H7N3
  - sous-type H7N4
  - sous-type H7N7
  - sous-type H7N9
  - sous-type H9N2
  - sous-type H10N7

Le sous-type H6N2 du virus de la grippe A fait référence aux types de deux antigènes présents à la surface du virus : l'hémagglutinine de type 6 et la neuraminidase de type 2. Le virus de la grippe A est un virus à ARN monocaténaire de polarité négative à génome segmenté (8 segments) qui appartient au genre Alphainfluenzavirus de la famille des Orthomyxoviridae. Le sous-type H6N2 est faiblement pathogène et a été observé à diverses reprises chez des poulets,.